# Messiah (švýcarská hudební skupina)
Messiah je švýcarská thrash/deathmetalová kapela založená v roce 1984 zpěvákem Reto Wilhelmem „Tschösi“ Kühnem, kytaristou Remo «Bröggi» Broggim a bubeníkem Rolfem «Jazzi» Heerem.
Jedná se o kultovní nekomerční kapelu, jejíž vliv dalece přesáhl její kariérní úspěch, kterého dosáhla zejména ve východním bloku.
Debutové studiové album Hymn to Abramelin vyšlo v roce 1986 pod hlavičkou švýcarského hudebního vydavatelství Chainsaw Murder Records.

## Diskografie
Dema
- Infernal Thrashing (1985)
- Powerthrash (1985)
- Live Baar (1985)
- Live in Germany - The Mighty Chaos Has Returned (1990)
- Unreleased Demo 1984 (2007)

Studiová alba
- Hymn to Abramelin (1986)
- Extreme Cold Weather (1987)
- Choir of Horrors (1991)
- Rotten Perish (1992)
- Underground (1994)
- Fracmont (2020)

EP
- Psychomorphia (1990)
- The Ballad of Jesus (1994)
- Fatal Grotesque Symbols – Darken Universe (2020)

Kompilační alba
- Extreme Cold Weather / Hymn to Abramelin (1990)
- Powerthrash / The Infernal Thrashing (2004)
- Extreme Hymns and Ballads of a Rotten Psycho Underground Horror Cult (2018)
- The Mighty Chaos Has Returned (The Roots of Psychomorphia) (2018)
- Space Invaders (2018)

Live alba
- Reanimation 2003 at Abart (2010)
- The Choir of Horrors and Rotten Perish Era Live (2018)

Box sety
- Messiah (2019)

Promo nahrávky
- Extreme Cold Weather (1987)
- Psychomorphia (1990)